# Norman Ackermann
Norman Ackermann (Oldenburg, 13 agosto 1983) è uno schermidore tedesco, specializzato nella spada. Ha vinto una medaglia d'argento ai Campionati mondiali di scherma.